# اوماگا
اوماگا (انگلیسی: Umaga; ۲۸ مارس ۱۹۷۳ – ۴ دسامبر ۲۰۰۹) کشتی‌گیر کشتی حرفه‌ای اهل ایالات متحده آمریکا بود.